# Проферансов, Дмитрий Петрович
Дмитрий Петрович Проферансов (9 июня 1903 — 20 февраля 1982, Москва, РСФСР) — советский государственный деятель, заместитель председателя Совета Министров РСФСР (1951—1953).

## Биография
Член ВКП(б)/КПСС.
В 1930 г. был назначен начальником Строительного отдела Дирекции парка культуры и отдыха в Москве.
- 1940—1942 гг. — начальник Московского городского управления промышленности строительных материалов и строительных деталей,
- 1942—1945 гг. — начальник Московского городского жилищного управления,
- 1945—1947 гг. — начальник Московского городского управления строительства и лесопаркового защитного пояса, заместитель министра промышленности строительных материалов РСФСР,
- 1948 г. — начальник Главного управления по восстановлению г. Сталинграда при Совете Министров РСФСР,
- 1948—1949 гг. — заместитель министра жилищно-гражданского строительства РСФСР,
- 1949—1951 гг. — министр коммунального хозяйства РСФСР,
- 1951—1953 гг. — заместитель председателя Совета Министров РСФСР,
- 1953—1954 гг. — министр жилищно-гражданского строительства РСФСР.

Затем — заместитель председателя Государственного планового комитета при Совете Министров РСФСР, член ЦК профсоюза строителей.
В 1965 г. — член Организационного комитета по подготовке и проведению Учредительного съезда Всероссийского добровольного общества охраны памятников истории и культуры.
Избирался депутатом Верховного Совета РСФСР 3-го созыва.
Жил в Москве по адресу: Метростроевская улица, 22. Умер 20 февраля 1982 года. Похоронен на Кунцевском кладбище.

## Награды и звания
Награжден орденом «Знак Почёта».